# Kořenice
Kořenice – gmina w Czechach, w powiecie Kolín, w kraju środkowoczeskim.
1 stycznia 2014 liczyła 598 mieszkańców.
W miejscowości jest przystanek kolejowy Kořenice.